# عبدالله سلیمان خیل
عبدالله سلیمان خیل (زاده: ۱۳۳۱، ولایت پکتیکا) سیاست‌مدار افغانستانی و نماینده مردم کوچی در دوره پانزدهم مجلس نمایندگان افغانستان است.

## زندگی‌نامه
عبدالله سلیمان خیل متولد ۱۳۳۱ از ولایت پکتیکا افغانستان است. وی دارای تحصیلات ابتدایی است.

## دیگر فعالیت‌ها
- بزرگ قوم.[۱]